# Lithobates areolatus
Lithobates areolatus är en groddjursart som först beskrevs av Baird och Girard 1852.  Lithobates areolatus ingår i släktet Lithobates och familjen egentliga grodor. IUCN kategoriserar arten globalt som nära hotad.

## Underarter
Arten delas in i följande underarter:
- L. a. areolatus
- L. a. circulosus